# Danscentrum
Danscentrum är en svensk centrumbildning för professionell danskonst. I den rikstäckande organisationen Danscentrum ingår de regionala organisationerna Danscentrum Norr, Danscentrum Stockholm, Danscentrum Syd och Danscentrum Väst.

## Historia
Danscentrum har sitt ursprung i Danscentrum Stockholm, som bildades 1971 under namnet Danscentrum och bytte namn till Danscentrum Stockholm i samband med att riksorganisationen bildades 2004. Danscentrum Syd bildades 1991, Danscentrum Väst 1992 och Danscentrum Norr 1999.